# Ковиль
Ковиль (серб. Ковиљ) — приміське село в Сербії, приналежний до міської общини Нові-Сад Південно-Бацького округу в багатоетнічному, автономному краю Воєводина.

## Населення
Населення села становить 5643 особи (2002, перепис), з них:
- серби — 5056 — 90,30 %;
- мадяри — 140 — 2,50%;

Решту жителів  — з десяток різних етносів, зокрема: чорногорці, хорвати, словаки і до двох десятків русинів-українців, частина з яких вже асимілювалися.